# Christo Steyn
Christo Steyn (Springs, 1º maggio 1961) è un ex tennista sudafricano.

## Carriera
In carriera ha vinto 2 titoli di doppio. Nei tornei del Grande Slam ha ottenuto il suo miglior risultato raggiungendo il quarto turno in singolare agli Australian Open nel 1985.

## Statistiche

### Doppio

#### Vittorie (2)
| Numero | Anno | Torneo                | Superficie | Compagno         | Avversari in finale        | Punteggio       |
| 1.     | 1986 | Milan Indoor, Milano  | Sintetico  | Colin Dowdeswell | Brian Levine Laurie Warder | 6–3, 4–6, 6–1   |
| 2.     | 1986 | Bristol Open, Bristol | Erba       | Danie Visser     | Mark Edmondson Wally Masur | 6–7, 7–6, 12–10 |